# クルソロ＝オラッソ
クルソロ＝オラッソ（伊: Cursolo-Orasso）は、イタリア共和国ピエモンテ州ヴェルバーノ・クジオ・オッソラ県に存在した、人口約100人の基礎自治体（コムーネ）。
2019年1月1日にカヴァーリオ＝スポッチャおよびファルメンタと合併し、ヴァッレ・カンノビーナの一部となった。

## 地理

### 位置・広がり
| コムーネとしてのクルソロ＝オラッソに隣接していたコムーネは以下の通り。括弧内のCH-TIはスイス・ティチーノ州所属を示す。 - カヴァーリオ＝スポッチャ - コッソーニョ - グッロ - マレスコ - ミアッツィーナ - Centovalli (CH-TI) - レ |